# Medalha Theodore William Richards
A Medalha Theodore William Richards (em inglês:  Theodore William Richards Medal) é um prémio bienal, atribuído desde 1928 pela Northeastern Section da American Chemical Society.
Este galardão, criado em homenagem a Theodore William Richards (1868 - 1928) destina-se a premiar aqueles que fizeram conquistas notáveis na química.